# Пахари (село)
Па́хари (до 1948 года Сабанчи́; укр. Пахарi, крымскотат. Sabançı, Сабанчы) — исчезнувшее село в Сакском районе Республики Крым (согласно административно-территориальному делению Украины — Автономной Республики Крым), располагавшееся на северо-востоке района, в степной части Крыма, примерно в 3 километрах юго-западнее современного села Водопойное.

### Динамика численности населения
| - 1806 год — 85 чел. - 1864 год — 51 чел. - 1889 год — 54 чел. - 1892 год — 77 чел. | - 1900 год — 67 чел. - 1910 год — 40 чел. - 1915 год — 19/23 чел. - 1926 год — 84 чел. |

## История
Первое документальное упоминание села встречается в Камеральном Описании Крыма… 1784 года, судя по которому, в последний период Крымского ханства в Каракуртский кадылык Бахчисарайского каймаканства входили Сабанжи и Другой Сабанжи — приходы-маале большого селения. После присоединения Крыма к России (8) 19 апреля 1783 года, (8) 19 февраля 1784 года, именным указом Екатерины II сенату, на территории бывшего Крымского Ханства была образована Таврическая область и деревня была приписана к Евпаторийскому уезду. После Павловских реформ, с 1796 по 1802 год, входила в Акмечетский уезд Новороссийской губернии. По новому административному делению, после создания 8 (20) октября 1802 года Таврической губернии, Сабанчи был включён в состав Тулатской волости Евпаторийского уезда.
По Ведомости о волостях и селениях, в Евпаторийском уезде с показанием числа дворов и душ… от 19 апреля 1806 года в деревне Сабанчи числилось 10 дворов, 68 крымских татар и 17 крымских цыган. На военно-топографической карте генерал-майора Мухина 1817 года деревня Сабанче обозначена с 11 дворами. После реформы волостного деления 1829 года Сабанчи, согласно «Ведомости о казённых волостях Таврической губернии 1829 года», отнесли к Темешской волости (переименованной из Тулатской). На карте 1836 года в деревне 21 двор, а на карте 1842 года Сабанчи обозначен условным знаком «большая деревня», но без указания числа дворов.
В 1860-х годах, после земской реформы Александра II, деревню приписали к Абузларской волости. Согласно «Памятной книжке Таврической губернии за 1867 год», деревня Сабанчи была покинута жителями в 1860—1864 годах, в результате эмиграции крымских татар, особенно массовой после Крымской войны 1853—1856 годов, в Турцию, но потом вновь заселена татарами. В «Списке населённых мест Таврической губернии по сведениям 1864 года», составленном по результатам VIII ревизии 1864 года, Сабанчи — владельческая татарская деревня, с 6 дворами, 51 жителем и мечетью при колодцах. По обследованиям профессора А. Н. Козловского 1867 года, вода в колодцах деревни была солоновато-горькая, а их глубина достигала 26—30 саженей (55—63 м). На трёхверстовой карте Шуберта 1865—1876 года в деревне Сабанчи обозначено 6 дворов). В «Памятной книге Таврической губернии 1889 года», включившей результаты Х ревизии 1887 года, в деревне Сабанчи числилось 10 дворов и 54 жителя. Согласно «…Памятной книжке Таврической губернии на 1892 год», в деревне Сабанчи, входившей в Биюк-Токсабинский участок, числилось 77 жителей в 10 домохозяйствах.
Земская реформа 1890-х годов в Евпаторийском уезде прошла после 1892 года; в результате Сабанчи приписали к Кокейской волости. По «…Памятной книжке Таврической губернии на 1900 год», в деревне числилось 67 жителей в 15 дворахх. Время поселения в деревне немецких колонистов, меннонитов и лютеран, точно не установлено, но, согласно энциклопедическому словарю «Немцы России», в 1910 году в деревне было 40 жителей-немцев. На 1914 год в селении действовала меннонитская школа грамоты. По Статистическому справочнику Таврической губернии. Ч.II-я. Статистический очерк, выпуск пятый Евпаторийский уезд, 1915 год, в деревне Сабанчи Кокейской волости Евпаторийского уезда числилось 7 дворов (все дворы с землёй) с немецким населением в количестве 19 человек приписных жителей и 23 — «посторонних», из которых 29 мужчин и 22 женщины. Жители владели 1000 десятинами удобной земли. В хозяйствах имелось 63 лошади, 35 волов, 34 коровы и 30 голов мелкого скота (в 1918 году — 50 жителей). Согласно списку 1915 года «…русских подданных из австрийских, венгерских или германских выходцев» землевладельцев, опубликованном в газете «Таврические губернские ведомости» в апреле 1915 года, при деревне Сабанчи значатся 13 крупных землевладельцев — крымских немцев.
После установления в Крыму Советской власти, по постановлению Крымревкома от 8 января 1921 года № 206 «Об изменении административных границ» была упразднена волостная система, и село вошло в состав Евпаторийского района Евпаторийского уезда, а в 1922 году уезды получили название округов. 11 октября 1923 года, согласно постановлению ВЦИК, в административное деление Крымской АССР были внесены изменения, в результате которых округа были отменены и произошло укрупнение районов: территорию округа включили в Евпаторийский район. Согласно Списку населённых пунктов Крымской АССР по Всесоюзной переписи 17 декабря 1926 года, в селе Сабанчи, Кокейского сельсовета Евпаторийского района, числилось 13 дворов, из них 12 крестьянских, население составляло 84 человека, все немцы, действовала немецкая школа. Постановлением президиума КрымЦИК от 26 января 1935 года «Об образовании новой административной территориальной сети Крымской АССР» был создан Сакский район, и село включили в его состав. Вскоре после начала Великой Отечественной войны, 18 августа 1941 года крымские немцы были выселены — сначала в Ставропольский край, а затем в Сибирь и северный Казахстан.
В 1944 году, после освобождения Крыма от фашистов, 12 августа 1944 года было принято постановление № ГОКО-6372с «О переселении колхозников в районы Крыма», по которому в район из Курской и Тамбовской областей РСФСР в район переселялись 8100 колхозников, а в начале 1950-х годов последовала вторая волна переселенцев из различных областей Украины. С 25 июня 1946 года Сабанчи в составе Крымской области РСФСР. Указом Президиума Верховного Совета РСФСР от 18 мая 1948 года Сабанчи переименовали в Пахари. Ликвидировано село до 1954 года, поскольку в списках упразднённых после этой даты населённых пунктов оно не значится.